# Hyssia denegerans
Hyssia denegerans är en fjärilsart som beskrevs av Dyar 1914. Hyssia denegerans ingår i släktet Hyssia och familjen nattflyn. Inga underarter finns listade i Catalogue of Life.